# アラン・ウォーカー (音楽学者)
アラン・ウォーカー（Alan Walker、1930年4月6日 - ）は、イングランド出身、カナダ在住の音楽学者、大学教授。とりわけ作曲家フランツ・リストの伝記作家、研究者として著名である。

## 生涯
リンカンシャー、スカンソープにて生まれる。1949年にギルドホール音楽演劇学校を、1950年に王立音楽大学を修了、ダラム大学で1956年に音楽学学士号、1965年に音楽学博士号を取得する。1957年から1960年にかけハンス・ケラーへ個人的に師事し、ウォーカーはかねてからこの関係が人格形成に役立ったと認めている。その後もこの指導は不規則にだが続き、1961年にはBBCでのケラーの仕事にウォーカーが協力している。
1958年から1961年までの時期、ギルドホール音楽院でウォーカーは講義を行う一方で、即興演奏技法の指導で有名だったアルフレッド・ニーマンにピアノを学んだ。また1954年から1960年、ロンドン大学でも教鞭を執った。ウォーカーは1961年から1971年の間、BBCラジオの音楽部門でプロデューサーの職を務めながら、自らの「初恋の相手」である教職への復帰の道を探っていた。
ラジオ制作の仕事を辞めたウォーカーは、カナダ、オンタリオ州ハミルトンにあるマックマスター大学で音楽学の教授に就任する。そこで彼は1971年から1980年、1989年から1995年にかけて音楽学部学部長を務めた。1981年にはカナダ初の音楽評論の大学院課程の設立に携わる。1995年以降はマックマスター大学の名誉教授となる。1984年から1987年にはシティ大学ロンドンの特別客員教授を務めていた。
3巻からなるウォーカーのリスト伝は、完成までに25年を費やしたもので、きわめて大きな影響力を持ってきた。この本に付随してよく見られる形容には「記念碑的」や「権威を持つ」などがあり、また「多くの新たな材料を発掘し、今後の調査への強力な刺激を与えてくれる」と評されている。ウォーカーによれば、BBCのプロデューサーとしてアナウンサーのために曲目解説を書いているとき、「リストに関する英語のしっかりした本がない」ことに気付き、次第に自分自身でそれを書く意思を固めていったという。ただし同時に「資料の裏付けが得られないような重要な記述はしないと決めました。それはつまり、私が旅をしないといけないということです。そしてリスト自身が旅人だったので、あらゆる場所が文書庫となっていました」。
第1巻は1983年のジェイムズ・テイト・ブラック記念賞伝記部門を受賞し、Yorkshire Post Newspapersによって1984年最優秀音楽書に選ばれた。三部作は、1998年にロイヤル・フィルハーモニック協会のブック・アワードを受賞した
『タイム』誌はこの伝記を「リストとその時代についての、手触りのある比類ない叙述」と称賛し、ウォーカーの記述は「音楽と生涯の双方が優れて」いて、リストの全容を「これまでのあらゆる伝記作家に勝る深い理解と明晰さで」論じていると評した。『ニューヨーク・タイムズ』は第2巻のレビューで、対象に対するウォーカーの情熱を咎めて「ウォーカー氏は善きことしか見ずに、彼の英雄に何の批評心も持たずにいようとしている」と書いたが、それでもウォーカーの広範な調査については「信じられない……ウォーカー氏はリストについての全てを、リストに関するあらゆる事を、この天才の長い生涯の一日一日を知っているようだ」と述べた。『ワシントン・ポスト』の評論家ティム・ペイジはその年最高の本のリストに第3巻を入れ、「紛れもない里程標」「注意深く磨き上げられ、主張は熱心で、時に痛ましくも胸を打つ」と述べた。
また、ウォーカーはロベルト・シューマンとフレデリック・ショパンについても多くの文章を書いており、この3人の音楽家についてカナダ、アメリカ、イギリスにおいて講義を続けている。
ウォーカーはオンタリオ州のアンカスター在住である。ハミルトンで年1回開かれていた音楽祭"The Great Romantics"の責任者でもあった。

## 栄誉
- 1974年　ギルドホール音楽院名誉フェロー[1]
- 1980年　ハンガリーリスト学会メダル[3]
- 1984年　アメリカリスト学会メダル[3]
- 1986年　カナダ王立協会フェロー[1]
- 1995年　"Pro Cultura Hungarica" メダル（ハンガリー政府から）[3]
- 2002年　マックマスター大学名誉文学博士[3]
- 2002年　ハンガリー功労騎士十字勲章[14]

## 著書
- A Study in Music Analysis, 1962年
  - 『音楽分析入門』三浦洋司・吉富功修訳、音楽之友社、1979年
- An Anatomy of Musical Criticism, 1966年
- Symposium on Chopin (編著), 1967年
  - 『ショパン: その人間と音楽』和田旦訳、白水社、1968年
- Symposium on Liszt (編著), 1970年
- Franz Liszt: The Man and His Music. New York: Taplinger Publishing, 1970年 ISBN 0-8008-2990-5.
  - 『リスト』内野允子訳、全音楽譜出版社、1975年
- Robert Schumann: The Man and His Music, 1972. ISBN 0-214-66805-3.
  - 『シューマン』横溝亮一訳、東京音楽社、1990年 / ショパン、1996年
- Symposium on Schumann (編著), 1972年
- Liszt: v. 1. The virtuoso years, 1811-1847. Hardcover publisher Knopf, 1983, Softcover publisher Ithaca: Cornell University Press and revised, 1987年 ISBN 0-394-52540-X for all three hardcover. ISBN 0-8014-9421-4 for v. 1 revised.
- Liszt: v. 2. The Weimar years, 1848-1861. Knopf and Cornell University Press (no new material), 1989年 Revised ISBN 0-8014-9721-3.
- Liszt, Carolyne, and the Vatican: The Story of a Thwarted Marriage (Gabriele Erasmiと共著). 1991年
- The Diary of Carl Lachmund: An American Pupil of Liszt (編著), 1995年
- Liszt: v. 3. The final years, 1861-1886. Knopf and Cornell University Press, 1996年・1997年 Cornell edition has ISBN 0-8014-8453-7.
- The Death of Franz Liszt: Based on the Unpublished Diary of his Pupil Lina Schmalhausen (編著). Cornell University Press, 2002年 ISBN 0-8014-4076-9.
- Reflections on Liszt, 2005年
- Hans von Bülow: a Life and Times, OUP, 2009年

## 論文など
ウォーカーは学術的な音楽誌に100本以上の論文を書いており、また『ニューグローヴ世界音楽大事典』（2001年版）にリストに関しての伝記的な記述を執筆している。以下は論文の一部である。
- 'Schoenberg’s Classical Background', Music Review, xix (1958), 283–9.
- 'Aesthetics versus Acoustics', The Score, No.27, July 1960.
- 'Back to Schönberg', Music Review, xxi (1960), 140–47.
- 'Liszt and the Beethoven Symphonies', Music Review, xxxi (1970), 302–14.
- 'Liszt’s Duo Sonata', The Musical Times, cxvi (1975), 620–21.
- 'Schumann, Liszt, and the C major Fantasie, op. 17', Music and Letters, vol. 60, 1979.
- 'Music and the Unconscious', British Medical Journal, 22 December 1979.
- 'Personal View [Infant prodigies]', British Medical Journal, 13 September 1980.
- 'Liszt and Vienna', New Hungarian Quarterly, No.99 (1985), 253–9; repr. in Journal of the American Liszt Society, No.xix (1986), 10–20.
- 'A Boy Named Daniel', Hungarian Quarterly, vol. 27, Autumn 1986.
- 'Liszt and Agnes Street-Klindworth: A Spy in the Court of Weimar?', Studia Musicologica Academiae Scientiarum Hungarica, vol. 28, 1986.
- 'Schopenhauer and Music', The Piano Quarterly, vol. 144, Winter 1988-89.
- 'Liszt and the Schubert Song Transcriptions', Musical Quarterly, lxvii (1981), 50–63; lxxv (1991), 248–62.
- 'Joukowsky’s Portraits of Liszt', Hungarian Quarterly, vol. 34, Summer 1993.
- 'Liszt and his Pupils', Hungarian Quarterly, vol. 36, Summer 1995.
- 'Tribute to Hans Keller', Canadian University Music Review, xvii (1996), 118–28.
- 'Liszt and the Lied'”, Hungarian Quarterly, vol. 37, Winter 1996.
- "Ernst von Dohnányi (1877-1960): A Tribute", Hungarian Quarterly, vol. 43, Spring 2002.
- "Dohnányi Redeemed", Hungarian Quarterly, vol. 43, Autumn 2002.